# Dayanita Singh
Pour les articles homonymes, voir Singh.
Dayanita Singh, née le 19 mars 1961 à New Delhi, est une photographe indienne. Elle est l’auteur d’une douzaine d’ouvrages. Ses œuvres ont été exposées dans le monde entier. Elle a reçu le Prix Prince Claus en 2008 et le Prix international de la Fondation Hasselblad en 2022.

## Biographie
La première incursion de Dayanita Singh dans la photographie est venue par le hasard d’une rencontre avec le percussionniste  Zakir Hussain, qui l’a invitée à le photographier en répétition. À la suite d’un travail sur la durée, elle en publie les images dans son premier livre, Zakir Hussain, en 1986. Elle étudie la communication visuelle à l’Institut National du Design à Ahmedabad, et la photographie documentaire au Centre international de la photographie à New York .
Pendant plus d’une décennie, elle pratique des reportages photographiques à travers l’Inde. Son deuxième livre, Myself Mona Ahmed, est publié en 2001. Ce livre est un mélange de recueil de photographies, de biographie, d’autobiographie et de fiction. C’est un « roman visuel » qui émerge à la suite du refus de Mona de faire un projet de photojournalisme de plus, et de sa propre volonté de rompre une certaine routine. C’est aussi un travail sur la durée, réalisé sur treize ans. Elle est alors lasse des clichés sur l’Inde, d’un certain exotisme de façade, et de la tendance de l’Occident à voir son pays à travers des lentilles simplistes,.
Les années suivantes, elle collabore avec l’éditeur Gerhard Steidl à Göttingen, en Allemagne pour réaliser un certain nombre de livres sur des thèmes plus personnels que ces travaux de photojournalisme,. Ainsi, l’ouvrage Sent a Letter (« j’ai envoyé une lettre ») rassemble sept recueils de photographies, en accordéon, liés à l’histoire de l’Inde et à sa propre histoire. Elle reçoit le Prix Prince Claus en 2008.
Ces travaux sont présentés dans des expositions à travers le monde, notamment aux Rencontres d’Arles en 2004 et 2007. À Arles, elle est invitée par Martin Parr et présente, en 2007, outre son propre travail, un ensemble de photographies privées des anciennes maîtresses de son père, réalisé par sa mère. En 2009, la Fondation Mapfre, à Madrid, organise une rétrospective de son travail, qui se déplace ensuite à Amsterdam, Bogota et Umea[13]. Elle est présente à la Biennale de Venise en 2011. Elle expose également à la Hayward Gallery à Londres en 2013,, et à nouveau à la Biennale de Venise.
En novembre 2014, elle présente également l’ouvrage Museum of Chance («Musée de la Chance») comme un livre-objet (un livre, un objet d’art, une exposition, un catalogue), dans un spectacle à l’Institut Goethe de Bombay, puis à New Delhi en janvier 2015 au musée Bhavan. Déclinant cette idée, en 2018, elle publie cette exposition au Museum Bhavan sous la forme d’un livre dans une petite boîte contenant neuf livres minces en accordéon minces, les galeries, jusqu’à une galerie composé de photos tirées de ses archives. Le Musée Bhavan remporte en 2017 le Prix du Livre Photo de l’Année de la Fondation Photo-Aperture de Paris et, en 2018, le  Prix de la publication Infinity Award du Centre international de la photographie,.

## Principales expositions personnelles
- 1997 Images from the 90s, Scalo Galerie, Zurich
- 1998 Family Portraits, Nature Morte, New Delhi
- 1999 Family Portraits, Studio Guenzani, Milan
- 1999 Mona Darling, Venezia Immagine, Venise
- 2000 Demello Vado, Saligao Institute, Goa
- 2000 I am as I am, Ikon Gallery,Birmingham
- 2000 Dayanita Singh, Galerie Rodolphe Janssen, Bruxelles
- 2000 Dayanita Singh, Tempo Festival, Stockholm
- 2001 Empty Spaces, Galerie Frith Street, Londres
- 2002 I am as I am, Myself Mona Ahmed, Galerie Scalo, Zurich
- 2002 Parsees at Home, Galerie Chemould, Bombay
- 2002 Bombay to Goa, Kalaghoda Festival, Bombay
- 2002 Bombay to Goa, Art House India, Goa
- 2003 Dayanita Singh: Privacy, Galerie Nationale Gare de Hambourg, Berlin[13]
- 2003 Myself Mona Ahmed, Musée d'Art asiatique de Berlin
- 2003 Dayanita Singh: Image/Text (Photographs 1989–2002), Department of Art and Aesthetics. Jawaharlal Nehru University, New Delhi
- 2004 Privacy, Rencontres d'Arles[6]
- 2005 Chairs, Isabella Stewart Gardner museum, Boston[14]
- 2005 Chairs, Frith Street Gallery, Londres
- 2005 Chairs, Studio Guenzani, Milan
- 2006 Beds and Chairs, Galerie Valentina Bonomo, Rome
- 2006 Go Away Closer, Nature Morte, New Delhi[3]
- 2007 Rencontres d'Arles[15],[7]
- 2007 Go Away Closer, Kriti gallery, Varanasi[3]
- 2007 Go Away Closer, Gallerie Steinruecke Mirchandani, Bombay [3]
- 2007 Beds and Chairs, Gallery Chemould, Bombay
- 2008 Dream Villa, Frith Street Gallery, Londres[16]
- 2008 Sent a Letter, Alliance française, New Delhi
- 2008 Sent a Letter, National Gallery of Modern Art, Bombay
- 2008 Ladies of Calcutta, Galerie Bose Pacia, Calcutta
- 2008 Let You Go, Nature Morte, Berlin
- 2009 Blue Book, Nature Morte, New Delhi
- 2009 Blue Book, Galerie Mirchandani Steinruecke, Bombay
- 2010 Dayanita Singh, Fondation Mapfre, Madrid
- 2010 Dream Villa, Nature Morte, New Delhi
- 2010 Dayanita Singh (Photographs 1989 – 2010), Musée Huis Marseille, Amsterdam[17]
- 2011 Adventures of a Photographer, Shiseido Gallery, Tokyo[18]
- 2011 House of Love, Peabody Museum, Université Harvard, Cambridge (Massachusetts)
- 2011 Dayanita Singh, Musée des Arts, Bogota
- 2011 House of Love, Nature Morte, New Delhi[4]
- 2012 Dayanita Singh: File Room, Frith Street Gallery, Londres[19]
- 2012 Dayanita Singh / The Adventures of a Photographer, Musée de l'image de Umeå, Suède
- 2012 Monuments of Knowledge, Photographs by Dayanita Singh, King's College de Londres [20]
- 2013 Go Away Closer, Hayward Gallery, Londres[8]
- 2014 Museum of Chance: A Book Story, Institut Goethe, Bombay[21]
- 2014 Go Away Closer, Museum für Moderne Kunst, Francfort-sur-le-Main[22]
- 2014 Building the Book Museum: photography, language, form, Musée national, New Delhi
- 2015 Dayanita Singh: Book works, Institut Goethe / Max Mueller Bhavan, New Delhi[21]

## Principales expositions collectives

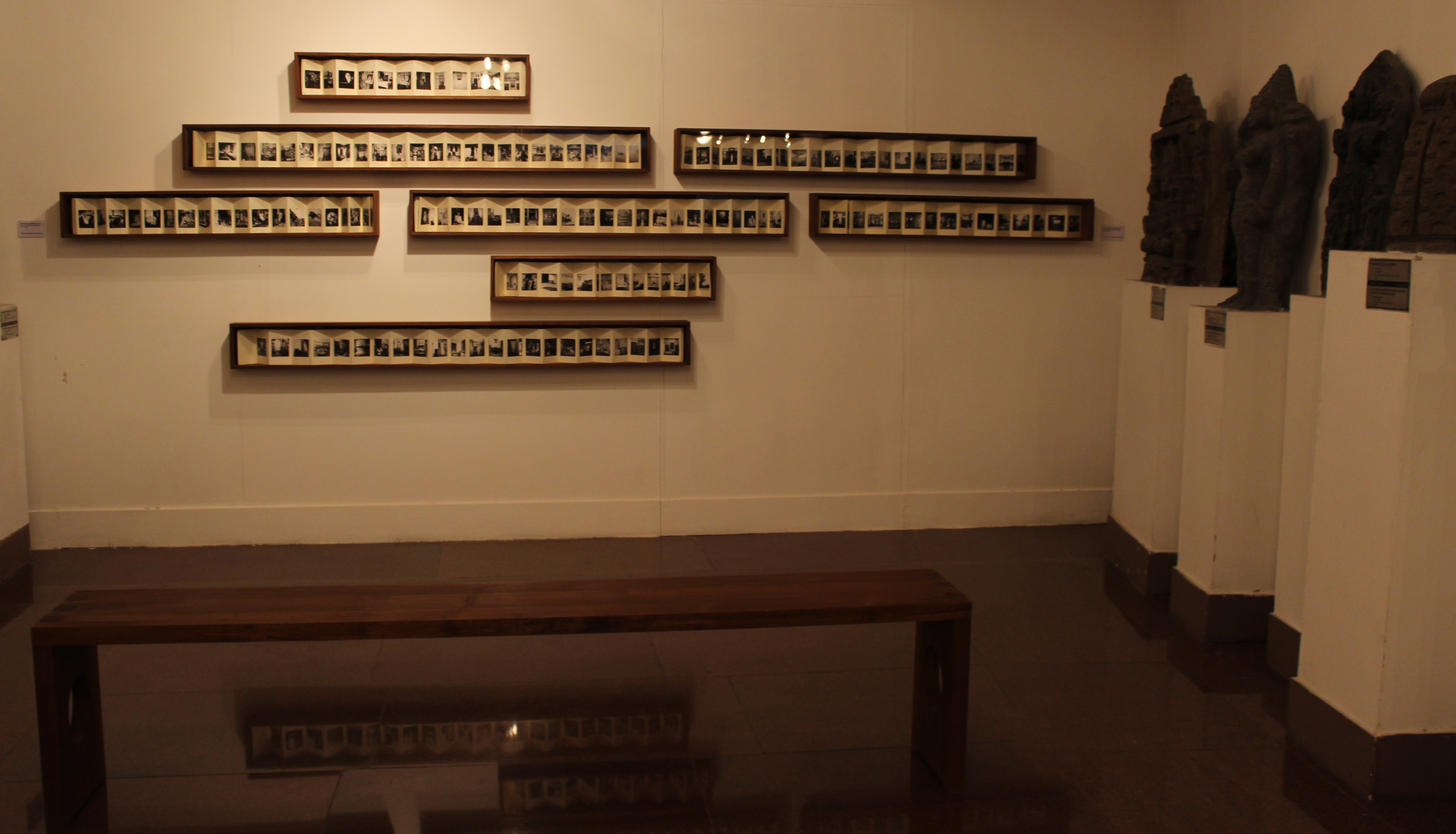
Kitchen Museum au National Museum, New Delhi.

Dayanita Singh a participé à de très nombreuses expositions collectives. On peut citer par exemple :
- en 1997, India—A Contemporary View, au Musée d’art asiatique, à San Francisco,
- en 1997 toujours, Out of India, Contemporary Art of the South Asian Diaspora, au Queens Museum, à New York,
- en 2000, Century City, au Tate Modern, à Londres[23],
- en 2002, Banaras: The Luminous City, à l’Asia Society, à New York,
- en 2002, Photo Sphere, à la Galerie Nature Morte, à New Delhi,
- en 2002, Bollywood – Das indische Kino und die Schweiz, Musée du design de Zurich, à Zürich,
- en 2002 Red Light, à l’Australian Center for Photography, à Sydney,
- en 2005 Edge of Desire, à l’Asia Society, à New York[14],
- en 2006 The Eighth Square, au Musée Ludwig, à Cologne
- en 2011, Paris-Delhi-Bombay, au Musée National d’Art Moderne,à Paris
- en 2013, à la Biennale de Venise, Pavillon allemand, à Venise,
- en 2014 Whorled Explorations: à la Biennale de Kochi-Muziris, à Cochin,
- en 2014, City Dwellers: Contemporary Art From India, au Seattle Art Museum, à Seattle,
- en 2014, Reading Cinema, Finding Words: Art After Marcel Broodthaers, au Musée d’art moderne de Kyoto, et au Musée d’art moderne de Tokyo,
- en 2015, After Midnight: Indian Modernism to Contemporary India 1947/1997, au Queens Museum, à New York.

## Principaux ouvrages
- Zakir Hussain, 1986.
- Myself Mona Ahmed, 2001.
- Privacy (Intimité), 2003.
- Chairs (Chaises), 2005.
- Go Away Closer, 2007.
- Sent a Letter (J’ai envoyé une lettre), 2008.
- Blue Book (Livre bleu), 2009.
- Dream Villa (la villa de rêve), 2010.
- Dayanita Singh, 2010.
- House of Love, 2011.
- Fileroom, 2013),
- Museum of Chance (Musée de la Chance), 2014.

## Prix et distinctions
Liste non exhaustive
- 2008 : Prix Prince Claus[5]
- 2017 : Prix du livre photo de l’année de la Fondation Photo-Aperture, Paris[11]
- 2018 : Prix de la publication Infinity Award du Centre international de la photographie[12]
- 2022 : Prix international de la Fondation Hasselblad[24],][25]

### Webographie
- Site officiel
- Ressources relatives aux beaux-arts :   - Artists of the World Online
  - Collection de peintures de l'État de Bavière
  - Delarge
  - Musée d'art Nelson-Atkins
  - Musée des beaux-arts du Canada
  - Museum of Modern Art
  - MutualArt
  - RKDartists
  - Tate
  - Union List of Artist Names
- Notices dans des dictionnaires ou encyclopédies généralistes :   - Dictionnaire universel des créatrices
  - Nationalencyklopedin
- Notices d'autorité :   - VIAF
  - ISNI
  - BnF (données)
  - IdRef
  - LCCN
  - GND
  - Italie
  - Japon
  - CiNii
  - Pays-Bas
  - Israël
  - Catalogne
  - Suède

## Crédits
- (en) Cet article est partiellement ou en totalité issu de l’article de Wikipédia en anglais intitulé « Dayanita Singh » (voir la liste des auteurs).